# السلام (أسماء الله الحسنى)

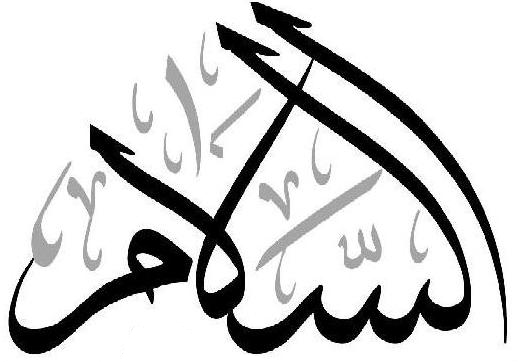
اسم الله السلام

السلام هو اسم من أسماء الله الحسنى، ومعناه الذي سلم من العيوب والنقائص ووصفه بالسلام أبلغ في ذلك من وصفه بالسالم، ومن موجبات وصفه بذلك سلامة خلقه من ظلمه لهم، فسلم سبحانه من إرادة الظلم والشر والعبث وخلاف الحكمة ومن التسمية به ومن فعله ومن نسبته إليه، فهو السلام من صفات النقص وأفعال النقص وأسماء النقص المسلم لخلقه من الظلم ؛ ولهذا وصف سبحانه ليلة القدر بأنها سلام والجنة بأنها دار السلام وتحية أهلها السلام وأثنى على أوليائه بالقول السلام كل ذلك السالم من العيوب

## معاني كلمة السلام
السلام ورد في القرآن الكريم على معانٍ :
1. منها السلامة
2. ومنها التحية ، وقد يأتي بمعنى التحية محضًا، وقد يأتي بمعنى السلامة محضًا، وقد يأتي مترددًا بين المعنيين كقوله تعالى: «ولا تقولوا لمن ألقى إليكم السلام لست مؤمنا» ؛ فإنه يحتمل التحية والسلامة وقوله تعالى : ﴿سَلَامٌ قَوْلًا مِنْ رَبٍّ رَحِيمٍ ۝٥٨﴾ [يس:58] [2]
3. ومنها أنه اسم من أسماء الله
4. الإسلام، من ذلك قوله سبحانه: «يهدي به الله من اتبع رضوانه سبل السلام».[3]
5. الثناء الحسن، من ذلك قوله سبحانه: ﴿سَلَامٌ عَلَى نُوحٍ فِي الْعَالَمِينَ ۝٧٩﴾ [4]، قال ابن كثير: مفسِّر لما أبقى عليه من الذكر الجميل والثناء الحسن، أنه يُسلَّم عليه في جميع الطوائف والأمم؛ ونحو ذلك قوله تعالى: ﴿سَلَامٌ عَلَى إِبْرَاهِيمَ ۝١٠٩﴾ [5]، قال الشوكاني: السلام: الثناء الجميل. وقد يراد بالسلام في هاتين الآيتين ونحوهما: السلامة من الآفات والشرور، وهو قول في تفسير الآيتين ونحوهما.
6. الخير، ومن ذلك قوله تعالى: ﴿وَعِبَادُ الرَّحْمَنِ الَّذِينَ يَمْشُونَ عَلَى الْأَرْضِ هَوْنًا وَإِذَا خَاطَبَهُمُ الْجَاهِلُونَ قَالُوا سَلَامًا ۝٦٣﴾ [6] ، قال الطبري: إذا خاطبهم الجاهلون بالله بما يكرهونه من القول، أجابوهم بالمعروف من القول، والسداد من الخطاب. وقال مجاهد: قالوا سداداً من القول؛ ونحو هذا قوله سبحانه: «فاصفح عنهم وقل سلام»[7]، قال ابن كثير: لا تجاوبهم بمثل ما يخاطبونك به من الكلام السيئ، ولكن تألفهم واصفح عنهم فعلاً وقولاً.

## في القرآن الكريم
ذُكر في سورة الحشر في قوله تعالي : ﴿هُوَ اللَّهُ الَّذِي لَا إِلَهَ إِلَّا هُوَ الْمَلِكُ الْقُدُّوسُ السَّلَامُ الْمُؤْمِنُ الْمُهَيْمِنُ الْعَزِيزُ الْجَبَّارُ الْمُتَكَبِّرُ سُبْحَانَ اللَّهِ عَمَّا يُشْرِكُونَ ۝٢٣﴾ 

### تسمية الجنة بدار السلام
قال تعالى: «لَهُمْ دَارُ السَّلاَمِ عِندَ رَبِّهِمْ» ، وقال: «وَاللّهُ يَدْعُو إِلَى دَارِ السَّلاَمِ».
وقد اختلف في تسمية الجنة بدار السلام، فقيل: السلام هو الله، والجنة داره، وقيل: السلام هو السلامة، والجنة دار السلامة من كل آفة وعيب ونقص، وقيل: سميت دار السلام ; لأن تحيتهم فيها سلام ولا تنافي بين هذه المعاني كلها.

## في السنة النبوية
- عن عبد الله بن مسعود قال : | ” | كنا إذا صلينا مع النبي ﷺ قلنا السلام على الله قبل عباده السلام على جبريل السلام على ميكائيل السلام على فلان وفلان فلما انصرف النبي ﷺ أقبل علينا بوجهه فقال إن الله هو السلام فإذا جلس أحدكم في الصلاة فليقل التحيات لله والصلوات والطيبات السلام عليك أيها النبي ورحمة الله وبركاته السلام علينا وعلى عباد الله الصالحين فإنه إذا قال ذلك أصاب كل عبد صالح في السماء والأرض أشهد أن لا إله إلا الله وأشهد أن محمدا عبده ورسوله ثم يتخير بعد من الكلام ما شاء | “ |

- عن عبد الله بن عمر  أنه قال: رأيت رسول الله ﷺ قائماً على هذا المنبر وهو يحكي عن ربه عز وجل، فقال: | ” | إن الله تبارك وتعالى إذا كان يوم القيامة جمع السماوات السبع والأرضين السبع في قبضة, ثم يقول عز وجل: أنا الله, أنا الرحمن, أنا الملك, أنا القدوس, أنا السلام, أنا المؤمن, أنا المهيمن | “ |